# Vỏ đại dương

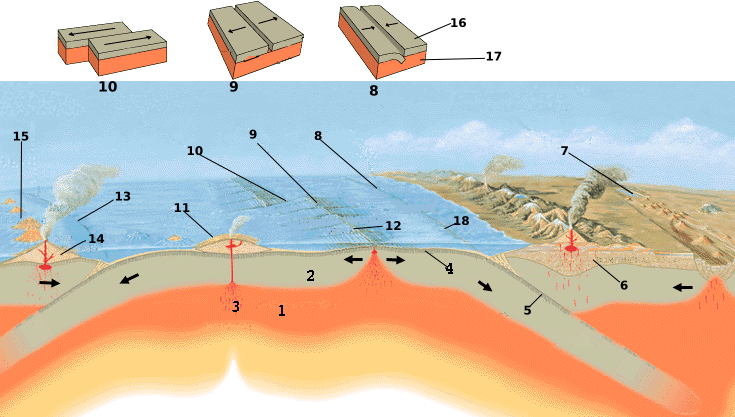
Diễn biến tiến hoá của lớp vỏ hải dương.

Vỏ hải dương (chữ Anh: oceanic crust), hoặc gọi lớp vỏ đại dương, là một bộ phận của nham thạch quyển, do nham thạch tầng sima có mật độ khá lớn tạo thành, thiên hướng kiềm tính, so với lớp vỏ lục địa, silicat khá nghèo, mật độ tương đối lớn, mật độ trung bình khoảng 3,0 g/cm³ (lớp vỏ lục địa 2,7 g/cm³), bởi vì mật độ khá lớn, căn cứ vào thuyết quân bình lục địa, lớp vỏ hải dương không có cách nào nổi cao ở trên lớp phủ giống như lớp vỏ lục địa.
Chủ yếu là do bazan hợp thành. Độ dày của lớp vỏ hải dương vào khoảng 5 đến 10 kilômét, bộ phận ở mặt trong Trái Đất do tác dụng của nhiệt mà sản sinh đối lưu, chỗ mácma vọt lên thì sản sinh ranh giới mảng phân kì tại mảng tách kéo của bề mặt Trái Đất, lấy sống núi giữa đại dương làm đại biểu, khu vực này sẽ có rất nhiều động đất nhỏ kiểu nông, hoặc đứt gãy thuận (dưới tác dụng tách kéo). Trong phần lớn tình huống, nó biến mất lúc va chạm với mảng, do đó tuổi thọ địa chất cũng khá là trẻ tuổi, tuổi thọ lớp vỏ hải dương hiện tại đều trong phạm vi 200 triệu năm. Ở sống núi giữa đại dương, cái được sản sinh do mácma ở sâu thẳm lòng đất thêm vào chính là mảng hải dương, ở phần cạn đều là bazan, phần sâu thẳm là gabbro.
Mảng hải dương khuếch trương ra bên ngoài với tốc độ hai xăngtimét mỗi năm (gọi là thuyết tách giãn đáy biển), mãi cho đến va đụng đến ranh giới mảng lục địa, bởi vì mật độ mảng hải dương khá lớn, sẽ lặn chìm phía dưới mảng lục địa, sản sinh ranh giới mảng hội tụ. Mảng hải dương trong quá trình đè ép, sẽ thúc đẩy mảng lục địa di động, sản sinh "trôi dạt lục địa", trước mắt sự phân bố của năm châu lục trên thế giới, là do đại lục Pangea - một khối đất liền lớn có từ 200 triệu năm trước, tách kéo cắt xé. Ranh giới mảng hội tụ do sự va đụng của hai loại mảng có tính chất khác nhau, một loại đang đè ép không ngừng, một loại đang tích luỹ không ngừng năng lượng biến dạng, mãi cho đến vượt quá mức độ nham thạch có thể chịu đựng, rồi đem năng lượng biến dạng của cái tích luỹ giải phóng trong chớp mắt, phát sinh động đất. Sức va đụng cực kì to lớn này, khiến cho ranh giới mảng hội tụ sản sinh rất nhiều động đất lớn từ nông đến sâu, hoặc kiểu đứt gãy chờm nghịch (tác dụng đè ép). Mảng hải dương men sát đới hút chìm, chờm nghịch xuống rồi chen vào bên dưới mảng lục địa khoảng chừng 700 kilômét, mới có thể đồng hoá vật chất khắp chung quanh, vì nguyên do đó mà động đất sâu nhất có thể đạt đến 700 kilômét.

## Khái niệm
Lớp vỏ hải dương, hoặc gọi vỏ đại dương, là lớp vỏ Trái Đất nằm phía dưới bồn trũng đại dương. Đặc điểm sáng rõ của nó là lớp vỏ mỏng nhưng chặt chẽ, thiếu mất cái mà chỉ duy nhất lớp vỏ lục địa có chính là tầng granit, độ dày của lớp vỏ lục địa phổ thông gấp khoảng 4 - 6 lần lớp vỏ hải dương. Lớp vỏ hải dương trẻ tuổi hơn so với lớp vỏ lục địa, thường không quá 200 triệu năm, nhưng phần lớn lớp vỏ lục địa ít nhất là 1 tỉ năm.

## Lịch sử phát triển
Lớp vỏ Trái Đất là vỏ bên ngoài, chất rắn, do nham thạch tổ hợp mà thành, cũng là lớp vỏ ngoài cùng của mặt cầu rắn của Trái Đất. Trong hải dương cũng tồn tại đồng dạng lớp vỏ ngoài cùng như vậy, hơn nữa lớp vỏ hải dương chiếm khoảng 2/3 bề mặt Trái Đất.
Các nhà nghiên cứu khoa học bảo vệ quan điểm của thuyết kiến tạo mảng chỉ ra rằng: lớp vỏ tồn tại ở phần đáy đại dương của Trái Đất sản sinh tại vị trí của sống núi giữa đại dương. Mácma nóng hừng hực bốc lên từ lớp phủ, sau khi phát sinh tiếp xúc với nước biển có nhiệt độ khá thấp, lập tức ngưng kết thành bazan dạng gối, lớp bazan khá mỏng này liền hình thành ngay lớp vỏ hải dương tối nguyên sơ. Bỗng một ngày sau khi hình thành lớp vỏ mới tại vị trí của sống núi giữa đại dương, lớp vỏ mới lập tức sẽ đem lớp vỏ đã hình thành trước đây đẩy về hai bên, và lại khiến cho sự tách giãn của lớp vỏ hải dương được liên tục không ngừng, nên lớp vỏ bị đẩy ra lập tức nguội lạnh liên miên không ngớt, càng ngày dày thêm, khiến cho lớp vỏ hải dương cách sống núi giữa đại dương càng xa, độ dày và tuổi thọ của nó càng lớn.
Sau khi lớp vỏ hải dương hình thành, bèn tách rời sống núi giữa đại dương, đi cùng với sự chuyển động của mảng tách lìa sống núi giữa đại dương, vật trầm tích ở biển và đại dương liền bắt đầu tích tụ chất đống, những vật trầm tích hải dương này không chỉ đến từ khí quyển hoặc vật trầm tích lục địa do chuyển động của nước biển mang đến, lại còn đến từ vật trầm tích của số lượng lớn sinh vật trong hải dương. Nhưng mà, độ dày của vật trầm tích hải dương đa có hạn chế cực kì lớn. Theo cùng với lớp vỏ hải dương càng sát gần với lục địa, vật trầm tích của nó đến từ lục địa sẽ càng nhiều.
Căn cứ vào nghiên cứu của nhà hải dương học, tuổi thọ già nhất của lớp vỏ hải dương trên bề mặt Trái Đất cũng chưa đủ hai triệu năm. Nhiều rãnh biển ở vành đai Thái Bình Dương đều có lai lịch của thần chết - người chấm dứt sự sống tại lớp vỏ hải dương, lớp vỏ hải dương đúng là đã hoàn thành cả quá trình sự sống của nó tại chỗ này.

## Đặc điểm
Thành phần chủ yếu trong lớp vỏ hải dương là nham thạch quyển, các nham thạch quyển này chủ yếu là do nham thạch tầng sima có mật độ khá lớn tạo thành, thiên hướng kiềm tính. Đối với lớp vỏ lục địa mà nói, thành phần silicat trong lớp vỏ hải dương khá ít, mật độ của nó thì khá lớn, mật độ trung bình khoảng chừng 3,0 g/cm³, nhưng mà lớp vỏ lục địa 2,7 g/cm³. Vì nguyên do mật độ của lớp vỏ hải dương khá lớn, nên căn cứ vào thuyết quân bình lục địa có thể suy ra, lớp vỏ của hải dương không có cách nào nổi cao được ở bên trên lớp phủ giống như lớp vỏ lục địa.
Vật chất cấu tạo chủ yếu ở trong lớp vỏ hải dương là bazan, độ dày của lớp vỏ nó khoảng từ 5 - 10 kilômét. Ở chỗ sống núi giữa đại dương là mảng hải dương vì nguyên do mácma vọt ra từ phần sâu thẳm nên sản sinh, ở chỗ nông là bazan, ở chỗ sâu thẳm là gabbro. Mảng lớn nhất ở bên trên lớp vỏ hải dương chính là mảng Thái Bình Dương, những mảng khác đều là mảng nhỏ. Căn cứ vào thuyết tách giãn đáy biển, mọi người có thể biết được rằng, mảng hải dương liên tục không ngừng khuếch trương về phía ngoài với tốc độ hai xăngtimét mỗi năm, mãi cho đến nó giao nhau với ranh giới mảng lục địa. Bởi vì mảng hải dương khá nặng, cho nên nó sẽ lặn chìm đến bên dưới mảng lục địa, đồng thời sản sinh ranh giới mảng hội tụ. Ranh giới của mảng hội tụ là do hai loại mảng có tính chất khác nhau phát sinh đè ép gây ra bởi sự va đụng cho nên tích luỹ không ngừng hình thành năng lượng, loại năng lượng này nếu đã vướt quá giới hạn mà nham thách có thể chịu đựng, khiến cho năng lượng được tích luỹ bùng nổ đột ngột trong một cái chớp mắt, thì sẽ dẫn đến sự phát sinh động đất. Bởi vì năng lượng va đụng cực kì to lớn, khiến cho ranh giới mảng hội tụ xuất hiện rất nhiều động đất lớn từ nông đến sâu hoặc kiểu dứt gãy chờm nghịch. Bởi vì mảng hải dương men sát đới hút chìm, chen vào bên dưới mảng lục địa khoảng chừng 700 kilômét, mới có thể nảy sinh đồng hoá vật chất khắp chung quanh, do đó việc phát sinh động đất sâu nhất có thể xuất hiện ở chỗ sâu 700 kilômét bên dưới mảng lục địa.

## Phân chia cấp bậc
Cả lớp vỏ hải dương có thể chia làm ba cấp bậc chủ yếu:
1. Tầng trầm tích: là lớp cấu trúc có sự thay đổi độ dày mãnh liệt nhất trong hải dương. Độ dày bất nhất, thông thường tăng dày dần dần có hướng từ phần đỉnh của sống núi giữa đại dương đến ranh giới đại dương.
2. Tầng đá núi lửa, hoặc gọi là tầng đáy nền: lộ ra rộng khắp ven sát phần đỉnh sống núi giữa đại dương, cũng phân bố rộng rãi ở các chỗ khác của bồn trũng đại dương. Bề mặt cực kì không bằng phẳng, sự thay đổi độ dày khá lớn, mật độ trung bình khoảng 1,7 kilômét.
3. Tầng đá bazan: do độ dày khá lớn, gần 5 kilômét, phân bố rộng khắp và ổn định, nó đã tạo thành chủ thể của lớp vỏ hải dương, cho nên gọi là "tầng đại dương". Mặt đáy chính là mặt ranh giới Moho tạo thành ranh giới bên dưới lớp vỏ. Bên dưới của bề mặt này là lớp phủ thượng do nham thạch siêu mafic hợp thành.

Độ dày trầm tích của lớp vỏ hải dương có sự thay đổi rõ ràng ở hải vực khác nhau, nhưng lớp mafic thứ ba tương đối đồng đều, về điểm này nó có sự khác nhau rất lớn so với tầng sima của lớp vỏ lục địa có sự thay đổi độ dày rất lớn. Có người đem đường Anđêzit coi là đường phân giới của lớp vỏ hải dương và lớp vỏ lục địa. Một bên lục địa của đường này chủ yếu là andesit, dacit, rhyolit... đá silic khá nhiều (>50%), là lớp vỏ lục địa; một bên đại dương chủ yếu là olivin bazan, trachyte... đá silic khá ít (<50%), là lớp vỏ hải dương.